# Colletes tadschikus
Colletes tadschikus là một loài Hymenoptera trong họ Colletidae. Loài này được Kuhlmann mô tả khoa học năm 2002.